# 타인의 얼굴
《타인의 얼굴》은 1984년 3월 17일에 방영된 TV문학관이다.

## 줄거리
화가인 아버지의 그림을 팔러 화랑을 찾아간 유혜(정윤희)는 아버지가 나병환자라는 이유로 아버지의 이름을 공개할 수 없다는 화상(김진태)의 말에 고통을 느낀다.
한편 우연히 그 화랑에 들른 청년화가 성진(한진희)은 유혜 아버지의 그림을 보고 큰 충격을 받는다. 이후 성진은 유혜와 우연히 만나 자신의 그림 모델이 되어달라고 제안하지만 거절당하는데...

## 출연
- 정윤희
- 한진희
- 임동진
- 박병호
- 남일우
- 박용식
- 양영준
- 김하림
- 송창신
- 김진태
- 신동훈
- 윤성국
- 이원발
- 이현정
- 민태원